# Lazare Brault
Lazare Brault, né le 15 mars 1885 au Grand-Pressigny dans l'Indre-et-Loire, et mort le 8 août 1977 à Tours, est un coureur cycliste français, professionnel entre 1905 et 1906. Il a notamment participé à Paris-Roubaix en 1905.

## Biographie
Mécanicien, il mesure 1,71 m lorsqu'il rejoint le 33e régiment d'infanterie pour son service militaire en octobre 1906. La mobilisation générale de 1914 le fait rejoindre le 9e escadron du train, où il était affecté en qualité de conducteur automobile, avant de passer dès le mois d'août au 66e régiment d'infanterie en tant que motocycliste au quartier général du 9e corps d'armée.

### Débuts amateurs
En 1904, il participe au Bordeaux-Paris amateur avec le Véloce Club de Tours. Il termine cette course en 20 h 37 min 7 s et termine ainsi 8e au classement général.

### Carrière professionnelle
Il participe le 23 avril 1905 à Paris-Roubaix, où il termine 9e à 1 h 20 de Louis Trousselier, le vainqueur de cette course. Le 21 mai suivant, il prend le départ de Bordeaux-Paris mais il abandonne. Il participe à ces deux courses avec l'équipe du Véloce Club de Tours.
L'année suivante, il termine Paris-Tours en 16e position à 1 h 13 min 5 s du premier, Lucien Petit-Breton.

### Condamnation
Le 6 novembre 1930, Lazare Brault est comdamné par jugement contradictoire par le tribunal de 1re instance de Tours à 8 mois d'emprisonnement avec sursis pour cause de recel.

## Palmarès

### Palmarès amateur
- 1904
  - 8e de Bordeaux-Paris

### Palmarès professionnel
- 1905
  - 9e du Paris-Roubaix